# 선거일

요일별로 분류한 국가 별 선거일
월요일
화요일
수요일
목요일
금요일
토요일
일요일
수 일에 걸쳐 진행

선거일(選擧日)은 선거가 실시되는 날로, 투표일(投票日)이라고도 한다. 많은 나라에서 총선거는 유권자들의 참여가 쉽도록 대개 일요일에 열린다. 일부 나라에서는 선거 독려를 위하여 평일에 선거가 실시되기도 한다. 나라나 지역에 따라서는 선거일을 공휴일로 지정하고, 유권자 및 개표자들의 편의를 만족시키기도 한다.

## 국가별 선거일 목록
| 국가                  | 지역       | 선거 요일           | 공휴일 여부                   | 비고 |
| --------------------- | ---------- | ------------------- | ----------------------------- | --- |
| 그리스                | 유럽       | 일요일              | 주말                          | |
| 네덜란드              | 유럽       | 수요일              | 예                            | |
| 노르웨이              | 유럽       | 월요일              | 아니요                        | 9월 초 월요일, 노르웨이의 왕이 정한 정확한 날짜 |
| 뉴질랜드              | 오세아니아 | 토요일              | 아니요                        | |
| 덴마크                | 유럽       | 화요일              | 아니요                        | 덴마크 의회 선거는 보통 화요일에 실시되지만, 법적인 조건은 아님 |
| 대한민국              | 아시아     | 수요일              | 예                            | 국회의원 선거일은 국회의원의 임기만료일 전 50일 이후 첫 번째 수요일로 지정되어 있으며, 대통령 선거일은 공직선거법에 대통령의 임기만료일 전 70일 이후 첫 번째 수요일로 규정하고 있다. 주 5일제 시행 이전에는 목요일에 시행하였으나, 투표 독려를 위해 수요일로 변경하였다. |
| 독일                  | 유럽       | 일요일              | 주말                          | 연방 하원의원 선거는 또 다른 공휴일에 실시될 가능성이 있음 |
| 라트비아              | 유럽       | 토요일              | 주말                          | |
| 러시아                | 유럽       | 일요일              | 주말                          | |
| 루마니아              | 유럽       | 일요일              | 주말                          | |
| 룩셈부르크            | 유럽       | 일요일              | 주말                          | |
| 리투아니아            | 유럽       | 일요일              | 주말                          | 세이마스의 선거는 10월 둘째 주 일요일이며, 대통령 선거는 현 대통령의 임기가 끝나기 두 달 전 마지막 일요일에 치러짐 |
| 멕시코                | 북아메리카 | 일요일              | 주말                          | 2018년까지 7월 첫째 주 일요일이었으며, 2021년부터 6월 첫째 주 일요일에 선거를 치름 |
| 몰타                  | 유럽       | 토요일              | 주말                          | |
| 미국                  | 북아메리카 | 화요일              | 지역에 따라 다름              | 일반적으로, 11월 첫 월요일 ~ 다음 화요일. 선거일 (미국) 문서 참조 |
| 벨기에                | 유럽       | 일요일              | 주말                          | 1894년까지는 화요일 |
| 보스니아 헤르체고비나 | 유럽       | 일요일              | 주말                          | |
| 불가리아              | 유럽       | 일요일              | 주말                          | |
| 세르비아              | 유럽       | 일요일              | 주말                          | |
| 스웨덴                | 유럽       | 일요일              | 주말                          | 9월 둘째 주 일요일 |
| 스페인                | 유럽       | 일요일              | 주말                          | |
| 슬로바키아            | 유럽       | 토요일              | 주말                          | |
| 슬로베니아            | 유럽       | 일요일              | 주말                          | |
| 싱가포르              | 아시아     | 토요일              | 투표일이 평일에 해당하는 경우 | 기본적으로 토요일에 선거가 치러지지만 토요일과 공휴일이 겹치는 경우와 같은 때에는 어떤 요일이든 가능하다. 법적으로 투표일은 평일에 해당하는 경우 공휴일이 된다. |
| 아일랜드              | 유럽       | 금요일              | 아니요                        | 일반적으로 금요일에 치러지지만 아일랜드 주택 계획 및 지방 정부 장관이 정한 정확한 날짜에 치러짐 |
| 에스토니아            | 유럽       | 일요일              | 주말                          | 대통령과 총리를 모두 선출하는 리기코구 선거에서는 날은 3월 첫째 주 일요일 |
| 영국                  | 유럽       | 목요일              | 아니요                        | 선거일 (영국) 문서를 참조. |
| 오스트레일리아        | 오세아니아 | 일요일              | 주말                          | 의무투표제이다. |
| 오스트리아            | 유럽       | 일요일              | 주말                          | |
| 이스라엘              | 아시아     | 화요일              | 예                            | 법적으로는 체슈반(en:Cheshvan) 셋째 주 화요일이지만, 보통은 다른 날에 치러진다. |
| 이탈리아              | 유럽       | 일요일              | 주말                          | 시·도·지역 선거, 하원 선거, 상원 선거, EU 의회 선거는 일요일에 실시되지만 이따금씩 월요일이 투표일로 추가되기도 한다. |
| 인도                  | 아시아     | 여러 날에 걸쳐 진행 | 수 일에 걸쳐 진행             | 선거는 수 일에 걸쳐 진행된다. 2019년 인도 총선은 목요일에 시작했지만 6일에 걸쳐 진행되었다. |
| 일본                  | 아시아     | 일요일              | 주말                          | |
| 캐나다                | 북아메리카 | 일요일              | 주말                          | 10월 셋째 주 월요일 또는 의회가 총독에 의해 해산된 후 선거 |
| 콜롬비아              | 남아메리카 | 일요일              | 주말                          | 의회는 3월 둘째 주 일요일에 선출하고, 대통령과 부통령은 5월 둘째 주 일요일에 선출한다. |
| 크로아티아            | 유럽       | 일요일              | 주말                          | |
| 키프로스              | 유럽       | 토요일              | 주말                          | |
| 태국                  | 아시아     | 일요일              | 주말                          | |
| 트리니다드 토바고     | 북아메리카 | 월요일              | 확인 필요                     | |
| 포르투갈              | 유럽       | 일요일              | 주말                          | |
| 폴란드                | 유럽       | 일요일              | 주말                          | |
| 프랑스                | 유럽       | 일요일              | 주말                          | |
| 핀란드                | 유럽       | 일요일              | 주말                          | |
| 필리핀                | 아시아     | 월요일              | 확인 필요                     | 5월 둘째 주 월요일 |
| 헝가리                | 유럽       | 일요일              | 주말                          | |

## 같이 보기
- 사전 투표